# Sigillo del Texas
Il sigillo del Texas (ufficialmente in inglese Seal of the State of Texas, ossia Sigillo dello Stato del Texas) è composto da due cerchi concentrici di colore azzurro. In quello interno vi è una stella a cinque punte, circondata da un serto d'ulivo e quercia. In quello esterno è possibile leggere le parole The State of Texas (lo Stato del Texas). 

## Storia
L'opera d'arte ufficiale, ideata da Juan Vega di Round Rock, venne adottata nel 1992 dal segretario di stato John Hannah, Jr. La Costituzione del Texas dice che: "Ci dev'essere un sigillo dello Stato, che dev'essere tenuto dal Governatore e da lui ufficialmente utilizzato. Il sigillo deve avere una stella a cinque punte, circondata da un ramo d'ulivo e uno di quercia; inoltre deve includere le parole The State of Texas".

Primo Gran Sigillo della Repubblica, 1836-1839
Secondo Gran Sigillo della Repubblica, 1839-1845
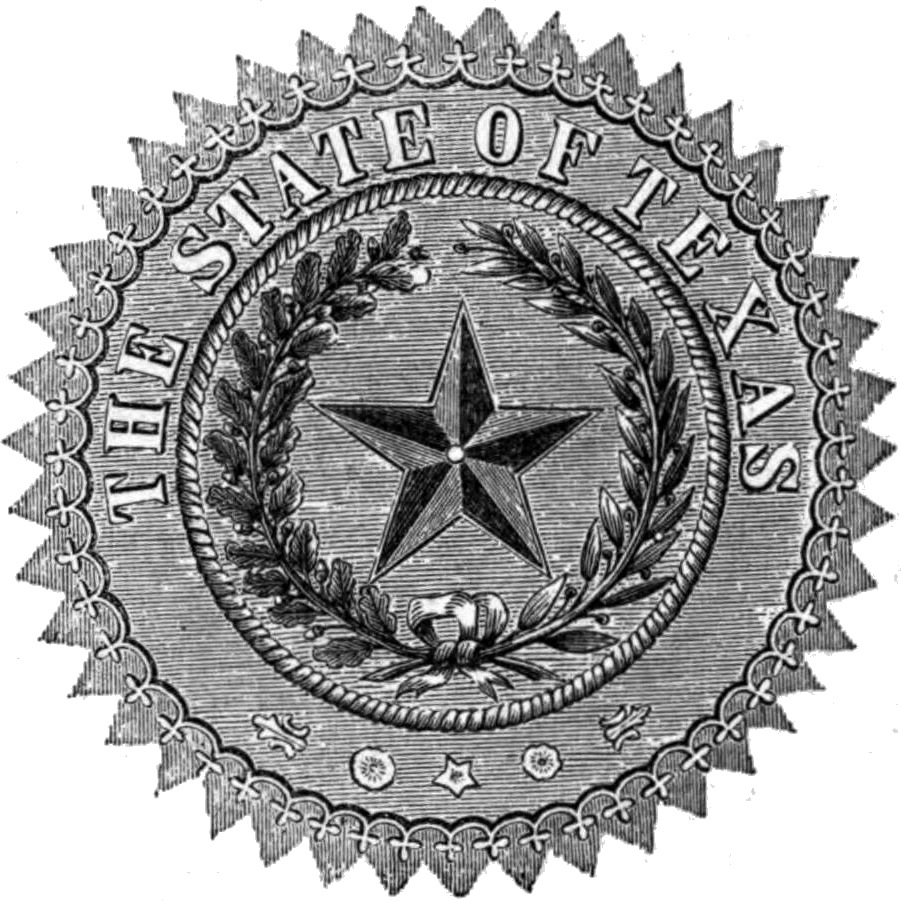
Sigillo dello stato del Texas (1879)
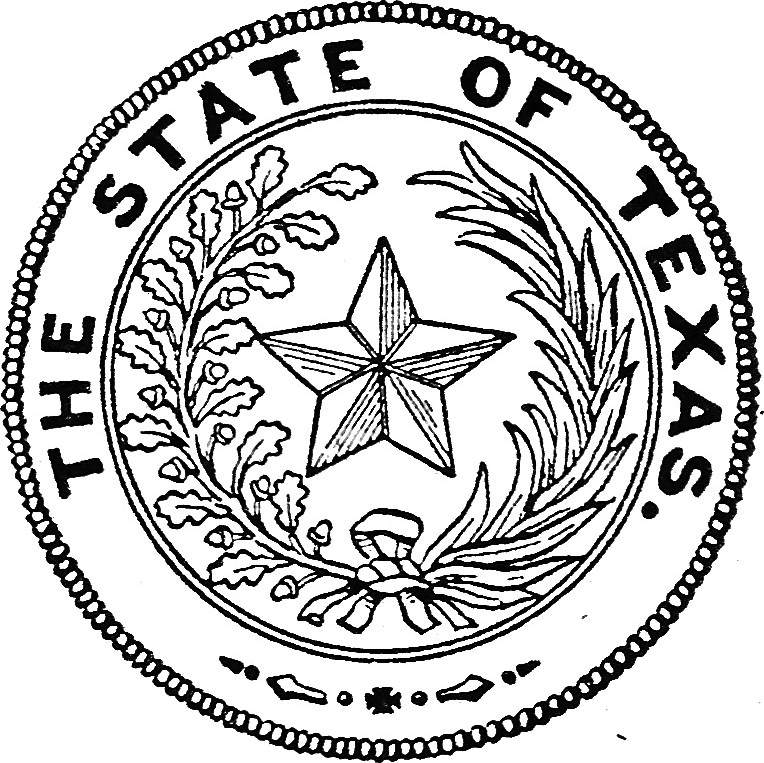
Sigillo dello stato del Texas (1909)
Versione fuori standard

## Sigilli del Governo del Texas

Sigillo del Governatore del Texas
Sigillo del Vice-Governatore del Texas
Sigillo del Senato del Texas
Sigillo della Camera dei Rappresentanti
Sigillo del Presidente della Camera dei Rappresentanti
Sigillo del Procuratore generale
Sigillo del Segretario di stato

## Stemmi delle contee

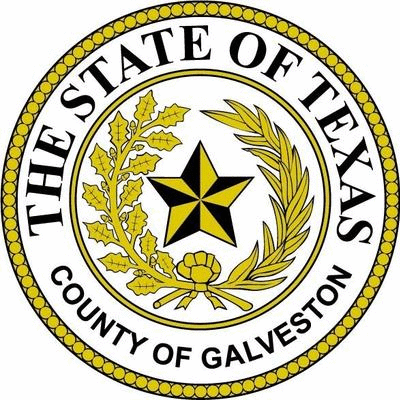
Sigillo della Contea di Galveston
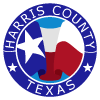
Sigillo della Contea di Harris
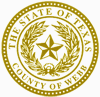
Sigillo della Contea di Webb